# Ray Charnley
Ray Charnley (Lancaster, 29 maggio 1935 – 15 novembre 2009) è stato un calciatore inglese, di ruolo attaccante.

## Carriera

### Club
Inizia e conclude la carriera nel Morecambe, club che a fine carriera militava in quinta divisione. Il 27 maggio 1957 passa al Blackpool, club di prima divisione inglese, in cambio di £ 750. Realizza 12 gol alla prima stagione, nella seconda è il miglior marcatore stagionale del Blackpool con 23 centri. Per altre sette stagioni è il capocannoniere del Blackpool; nel 1961 sfiora il titolo marcatori, siglando 30 marcature e piazzandosi secondo nella classifica marcatori dietro a Derek Kevan e Ray Crawford.
Totalizza 193 gol in 363 incontri di campionato col Blackpool, raggiungendo il terzo posto tra i marcatori di sempre nella storia della società. In seguito veste anche le maglie di Preston (seconda divisione), Wrexham (quarta divisione) e Bradford Park Avenue (quarta divisione), finendo la carriera nel 1971 al Morecambe.

### Nazionale
Il 3 ottobre 1962 gioca il suo unico incontro con la Nazionale inglese: affronta la Francia, in una sfida valida per le qualificazioni all'Europeo 1964 pareggiata 1-1.